# Jerzmanowa (gromada)
Jerzmanowa – dawna gromada, czyli najmniejsza jednostka podziału terytorialnego Polskiej Rzeczypospolitej Ludowej w latach 1954–1972.
Gromady, z gromadzkimi radami narodowymi (GRN) jako organami władzy najniższego stopnia na wsi, funkcjonowały od reformy reorganizującej administrację wiejską przeprowadzonej jesienią 1954 do momentu ich zniesienia z dniem 1 stycznia 1973, tym samym wypierając organizację gminną w latach 1954–1972.
Gromadę Jerzmanowa z siedzibą GRN w Jerzmanowie utworzono – jako jedną z 8759 gromad na obszarze Polski – w powiecie głogowskim w woj. zielonogórskim na mocy uchwały nr V/14/54 WRN w Zielonej Górze z dnia 5 października 1954. W skład jednostki weszły obszary dotychczasowych gromad Jerzmanowa, Kurów Mały, Bądzów, Potoczek i Gaiki ze zniesionej gminy Polkowice oraz obszar dotychczasowej gromady Łaguszów Mały ze zniesionej gminy Nosocice w tymże powiecie. Dla gromady ustalono 14 członków gromadzkiej rady narodowej.
1 stycznia 1959 do gromady Jerzmanowa włączono wieś Smardzów z nowo utworzonej gromady Ruszowice w tymże powiece.
Gromada przetrwała do końca 1972 roku, czyli do kolejnej reformy gminnej.  1 stycznia 1973 w powiecie głogowskim utworzono gminę Jerzmanowa (obecnie gmina Jerzmanowa znajduje się w woj. dolnośląskim).